# کولج
کولج روستایی از توابع بخش مرکزی شهرستان طالقان در استان البرز ایران است.

## جمعیت
این روستا در دهستان میان‌طالقان قرار دارد و براساس سرشماری مرکز آمار ایران در سال ۱۳۸۵، جمعیت آن ۴۴۰ نفر (۱۴۰خانوار) بوده‌است.

## مردم
در کولج که نزدیک‌ترین روستا به شهر طالقان است، به زبان تاتی طالقانی سخن گفته می شود